# Såra det kinesiska folkets känslor

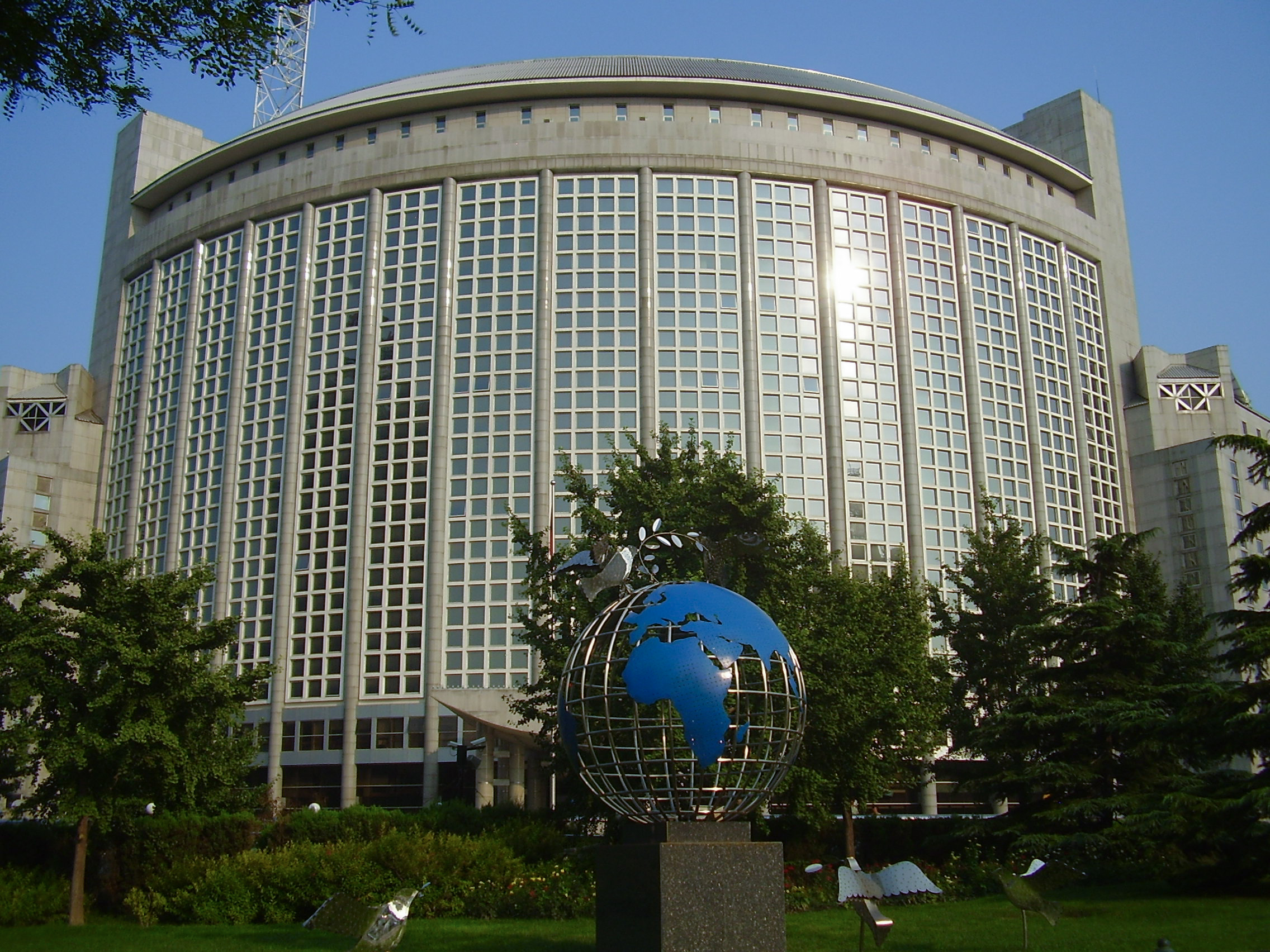
Folkrepubliken Kinas utrikesdepartement.

"Såra det kinesiska folkets känslor" (kinesiska: 伤害中国人民的感情?, pinyin: shānghài Zhōngguó rénmín de gǎnqíng) är en politisk slogan som används av Folkrepubliken Kinas utrikesdepartement, samt statliga medieorganisationer som Folkets Dagblad, China Daily, Nya Kina och Global Times, för att uttrycka missnöje med eller fördoma ord, handlingar eller policy hos en person, organisation eller regering som upplevs vara motsatt Kina, genom att antagandet av en argumentum ad populum-position mot det anklagade eller fördömda målet. Alternativa former av denna slogan är "såra känslorna hos 1,3 miljarder människor" (伤害13亿人民感情) och "såra den kinesiska rasens känslor" (伤害中华民族的感情).

## Ursprung
Frasen användes först i Folkets Dagblad 1959, där den användes för att kritisera Indien efter en gränsdispyt. Följande årtionden har frasen ofta blivit använd för att uttrycka den kinesiska regeringens missnöje via dess olika kommunikationskanaler. De som blir anklagade för att ha "sårat det kinesiska folkets känslor" är allt från regeringar och internationella organisationer till företag som biltillverkare och celebriteter.

## Analys

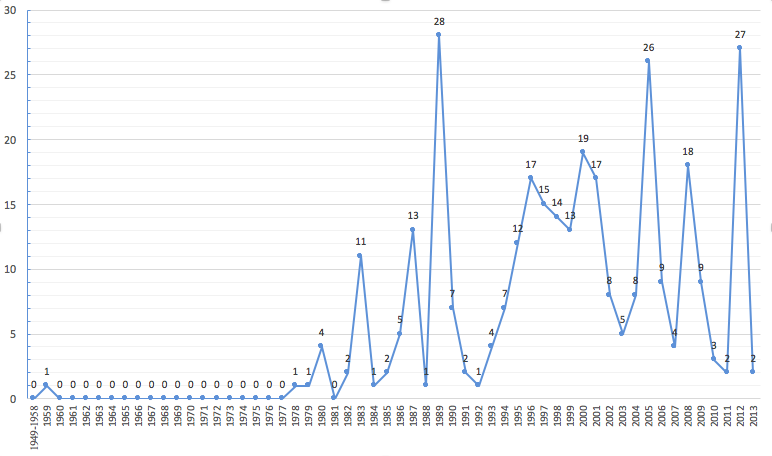
Frekvensen som frasen "såra det kinesiska folkets känslor" förekommer i Folkets Dagblad artiklar per år.

En studie gjord av David Bandurski som en del av China Media Project vid University of Hong Kong valde ut 143 stickprov av frasen från artiklar som Folkets Dagblad publicerade mellan 1959 och 2015; från dessa stickprov var Japan oftast anklagat för att "såra det kinesiska folkets känslor" med 51 omnämningar, medan USA var på andraplats med 35 omnämningar. När det gäller specifika frågor som fördömdes med frasen var 28 i relation till Taiwans politiska status medan debatten om Tibets suveränitet fördömdes med frasen 12 gånger.
En artikel i Time Magazine publicerad i december 2008 använde en informell statistisk undersökning för att analysera hur ofta frasen förekom i Folkets Dagblads publiceringar, och påvisade att under en period mellan 1946 och 2006 förekom över 100 artiklar som anklagade ett mål som hade "sårat det kinesiska folkets känslor". Global Times publicerande en analys i juni 2015, som konstaterade att Folkets Dagblad publicerat 237 artiklar mellan 15 maj 1946 och 1 maj 2015 som anklagade 29 olika länder för att ha sårat det kinesiska folkets känslor. Av dessa var 9 riktade mot Indien, 16 mot Frankrike, 62 mot USA och 96 mot Japan.
Horng-luen Wang (汪宏倫, Wāng Hónglún), biträdande forskare vid Academia Sinicas Sociologiska Institut i Taiwan upptäckte att det fanns 319 fall av att ha "sårat det kinesiska folkets känslor" i Folkets Dagblad mellan 1949 och 2013, baserat på data från Folkets Dagblads databas.

## Historiska händelser

### USA

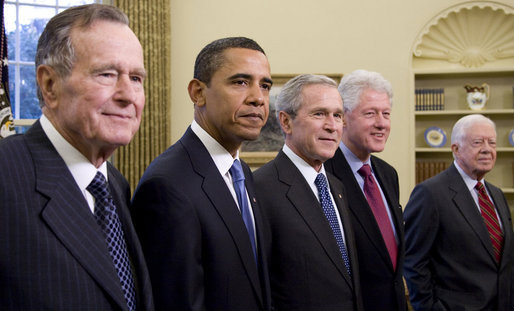
Barack Obama, George W. Bush, Bill Clinton.

Presidenterna Bill Clinton, George W. Bush och Barack Obama har alla blivit anklagade av Kinas utrikesministrar eller utrikesdepartements talespersoner för att ha "sårat det kinesiska folkets känslor" i samband med deras respektive möten med Tenzin Gyatso.

### Vatikanen
Den 1 oktober 2000 kanoniserade påve Johannes Paulus II 120 missionärer och anhängare som dog i Kina under Qingdynastins och Republiken Kinas era. Som svar skrev Folkets Dagblad att detta "grovt sårade den kinesiska rasens känslor och var en allvarlig provokation mot Kinas 1,2 miljarder starka befolkning". Kinas utrikesdepartement uttalade att Vatikanen "allvarligt sårat det kinesiska folkets känslor och nationen Kinas värdighet".

### Europa
När Svenska Akademien gav Nobelpriset i litteratur till Gao Xingjian år 2000, skrev Folkets Dagblad att den "regressiva handlingen" "grovt sårade den kinesiska rasens känslor, och var en allvarlig provokation för Kinas 1,2 miljarder invånare".
Den 23 oktober 2008 tilldelade Europaparlamentet Sacharovpriset för tankefrihet till den sociala aktivisten Hu Jia. Innan tillkännagivandet hade Kina satt starkt tryck på Europaparlamentet för att förhindra att Hu Jia vann priset, genom att den kinesiska ambassadören i Europeiska Unionen, Song Zhe (宋哲), skrev ett varningsbrev till Europaparlamentets talman, som konstaterade att skulle Hu Jia få priset så skulle det allvarligt skada Sino-Europeiska relationer och "såra det kinesiska folkets känslor".

### Mexiko

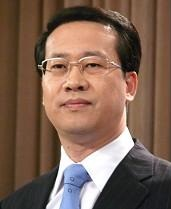
Kinesiska utrikesdepartementets talesperson Ma Zhaoxu.

Den 9 september 2011 mötte den mexikanska presidenten Felipe Calderón den 14:e Dalai Lama, och 10 september gav kinesiska utrikesdepartementets talesperson Ma Zhaoxu (马朝旭) ett officiellt uttalande som sa att Kina uttryckte starkt missnöje och motstånd mot mötet, och att mötet "sårade det kinesiska folkets känslor".

### Japan
Den 15 september 2012, efter att Japans regering nationaliserade kontrollen över tre av de privatägda öarna i ögruppen Senkakuöarna, konstaterade Nya Kina att den handlingen "sårar känslorna hos 1,3 miljarder kineser".

### Hongkong
Den 3 augusti 2019, under Demonstrationerna i Hongkong 2019, halade en okänd demonstrant den kinesiska flaggan vid Tsim Sha Tsui (尖沙咀) och kastade den i havet. Kontoret för affärer mellan Hongkong och Macau (Hong Kong and Macau Affairs Office) gav ett uttalande som fördömde "extremistiska radikaler som allvarligt har kränkt Folkrepubliken Kinas Nationella Flagglag.. som flagrant förolämpar landets värdighet, som lättfärdigt trampar på principen Ett land, två system, och djupt kränker det kinesiska folkets känslor".

### Australien
Den 26 augusti 2020 uttryckte Kinas biträdande ambassadör i Australien, Wang Xining (王晰宁), att Australiens medförslag för en oberoende undersökning av orsakerna till Coronaviruspandemin 2019–2021 "sårar det kinesiska folkets känslor" under hans tal till Australiens Nationella Pressklubb.

## Fotnoter
1. ↑  Det exakta antalet varierar mellan 1,2[10][11] till 1,4 miljarder[2] människor.